# Mănăstirea Ebrach
Mănăstirea Ebrach este un monument istoric și de arhitectură din Bavaria. Ebrach a fost prima așezare cisterciană la est de Rin. În catalogul Janauschek are numărul de ordine 28.

## Istoric
Mănăstirea este atestată din anul 1127, ca filie a Mănăstirii Morimond din Burgundia. 
Dorința obținerii nemijlocirii imperiale a dus la un conflict cu Dieceza de Würzburg, conflict care și-a atins apogeul în anul 1556.
În timpul Războiului de Treizeci de Ani a avut de suferit sub ocupația trupelor suedeze. Tezaurul mănăstirii a fost confiscat și dus la Stockholm.
Mănăstirea a fost secularizată în anul 1803. Biserica mănăstirii servește de atunci drept biserică parohială romano-catolică, iar fosta mănăstire este în parte muzeu, în parte închisoare.